# 145th Street (stacja metra na Broadway – Seventh Avenue Line)
145th Street – stacja metra nowojorskiego, na linii 1. Znajduje się w dzielnicy Manhattan, w Nowym Jorku i zlokalizowana jest pomiędzy stacjami 157th Street i 137th Street – City College. Została otwarta 27 października 1904.